# Schoenus pauciflorus
Schoenus pauciflorus är en halvgräsart som först beskrevs av Joseph Dalton Hooker, och fick sitt nu gällande namn av Joseph Dalton Hooker. Schoenus pauciflorus ingår i släktet axagssläktet, och familjen halvgräs. Inga underarter finns listade i Catalogue of Life.